# Koufonīsi (Creta)
Koufonīsi ( in greco Κουφονήσι?), noto nell'antichità come Leuce (in greco antico: Λεύκη?  / Leúkē), è un'isola greca disabitata situata a sud di Creta.